# Олава (герб)
Олава (Oława, Olawa, Oliwa) — польський шляхетський герб. Згадується в найдавнішому польському Гербовнику, що зберігся донині, Insignia seu clenodia Regis et Regni Poloniae, написаному істориком Яном Длугошем у 1464—1480 рр..
Герб з'явився переважно в родинах, осілих на Краківщині.

## Опис герба

### Історичний опис

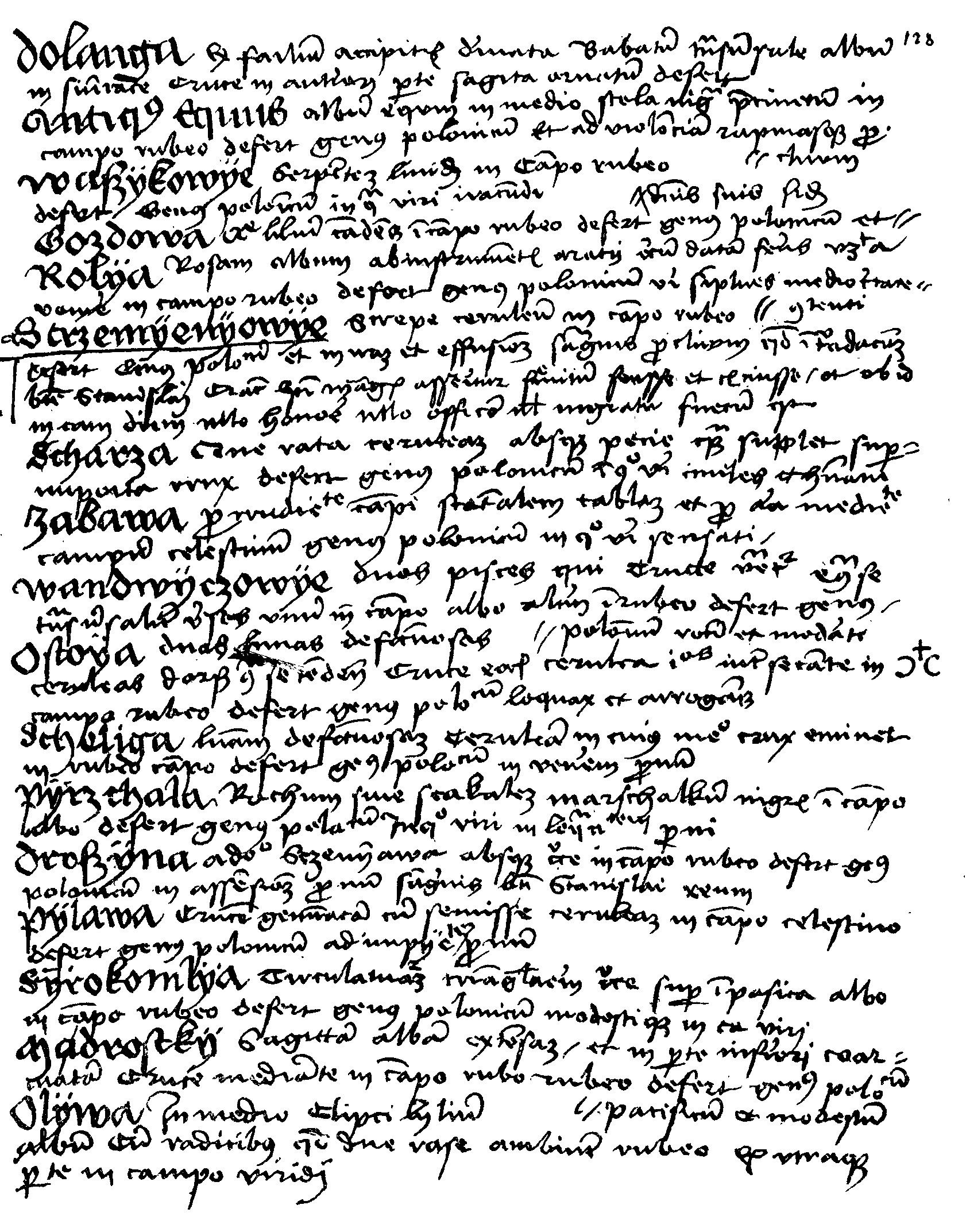
Герб Олива в зброярні Яна Длугоша 1464—1480 рр. Insignia seu clenodia Regis et Regni Poloniae.

Ян Длугош блазонує герб так: «Olywa in medio clipei lylium album cum radicibus, quod due rosę ambiunt rubee ex utraąue parte, in campo viridi.»
Після перекладу: «Оливка посередині щита має білу лілію з корінням, яка з двох боків оточена червоними трояндами на зеленому полі з ведмедями».

### Сучасний опис
Сучасний опис звучить так:
На щиті в зеленому полі між двома червоними п'ятилистими трояндами срібна лілія з п'ятьма корінням
У клейноді пів коронованого лева.
Намет зелений, оббитий сріблом.

## Генеза

### Найдавніші згадки
Найдавніша письмова згадка про цей герб датується 1384 роком. За Еваристом Анджеєм Куропатницьким, цей герб був «набутий» близько 1157 року поблизу Гданська.
За Каспером Несецьким, цей герб мав належати Онольду, єпископу Крушвиці, який зайняв цю посаду в 1157 році та помер у 1160 році.
На середньовічних печатках герб не зустрічається.

### Легенда
Каспер Несецький, спираючись на твори Бартоша Папроцького та Шимона Окольського, стверджує, що цей герб отримав один чоловік, який проявив хоробрість у сутичці з пруссаками. Ця подія мала відбутися біля Оливи, на місці, де нині стоїть Оливський монастир і абатство. З цієї причини якийсь гетьман герба Ґоздава дав йому в нагороду герб на зразок самого Ґоздави.

## Гербовий рід

### Список Тадеуша Гайла
Перелік гербів у статті підготовлено на основі достовірних джерел, особливо класичних і сучасних гербів. Однак слід звернути увагу на часте явище присвоєння шляхетським родинам невідповідних гербів, яке особливо посилилося під час легітимізації шляхти проти герольдів-ділильників, що потім було зафіксовано в наступних гербовниках. Ідентичність прізвища не обов'язково означає приналежність до даного герба. Тільки генеалогічне дослідження може остаточно встановити таку приналежність.
Повний перелік гербів сьогодні неможливий також через знищення та зникнення багатьох справ і документів під час Другої світової війни (зокрема, під час Варшавського повстання 1944 року, понад 90 % ресурсів Головного архіву у Варшаві, де зберігався герб, згоріла більшість старопольських документів). Список імен у статті походить від Гербовника Польщі, Тадеуша Гайлья (15 імен). Поява прізвища в списку не обов'язково означає, що певний рід мав герб «Олава». Часто однакові прізвища мають багато родин, які представляють усі стани колишньої Речі Посполитої, т. селяни, міщани, шляхта. Однак це поки що найповніший перелік гербів, постійно доповнюваний автором у наступних виданнях Гербовника. Тадеуш Гайль перераховує такі імена тих, хто має право користуватися гербом Олави:
- Цецішевський, Цецішевський, Ченстошевський.
- Добровольський, Довконт.
- Грай, Граєвський.
- Гольснер.
- Козаковський, Краєвський, Крупек.
- Левандовський.
- Модлінський.
- Стшежевський, Стшежевський.

## Галерея

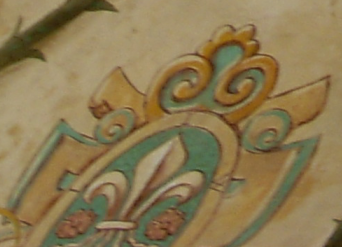
Герб Олава як фреска Замок у Баранові та Сандомирську